# Patzer Verlag
Die Patzer Verlag GmbH & Co. KG ist ein Fachverlag mit Standorten in Berlin und Hannover und den  Themenschwerpunkten Bauwesen, Einzelhandel, Garten-, Landschafts-, Spiel- und Sportplatzbau sowie öffentliche Grünverwaltung.

## Geschichte
Seit seiner Gründung im Jahr 1931 durch Bernhard Patzer wurde das Verlagsprogramm sukzessive erweitert. Zu dem mit der Gründung übernommenen Titel Handels-Magazin kamen 1952 Stadt und Grün. Das Gartenamt, 1956 die Allgemeine Bauzeitung 1956 die Neue Landschaft und 1962 Garten und Freizeitmarkt  als weiterhin bestehende Objekte hinzu.
Als Neuerscheinungen folgten die Zeitschriften Pro Baum (2004) und Landschaftsarchitekten (2005). Zusammen haben die Zeitungen und Zeitschriften eine monatliche Gesamtauflage von rund 230.000 Exemplaren (Stand Okt 2010). Zum Verlagsprogramm gehören ebenfalls Fachbücher, Jahrbücher und Fachkalender sowie Arbeitsmaterialien.

## Verlegte Zeitschriften
- Allgemeine Bauzeitung, Patzer Verlag, Berlin-Hannover, ISSN 0002-5801
- Neue Landschaft, Patzer Verlag, Berlin-Hannover, ISSN 0548-2836
- Stadt und Grün, Patzer Verlag, Berlin-Hannover, ISSN 0016-4739
- Garten- und Freizeitmarkt, Patzer Verlag, Berlin-Hannover, ISSN 0342-4650
- Handels Magazin, Patzer Verlag, Berlin-Hannover, ISSN 0342-5002
- Pro Baum, Patzer Verlag, Berlin-Hannover, ZDB-ID 2160978-0
- Landschaftsarchitekten, Patzer Verlag, Berlin-Hannover, ISSN 0949-2305